# Грънди (окръг, Айова)
Окръг Грънди (на английски: Grundy County) е окръг в щата Айова, Съединени американски щати. Площта му е 1300 квадратни километра, а населението – 12 232 души (по изчисления за юли 2019 г.). Административен център е град Грънди Сентър.